# Winter Camp
Winter Camp è un videogioco di genere misto pubblicato nel 1992 per Commodore 64 dalla Thalamus e nel 1993 per Amiga dalla Black Legend. Si controlla un topo in un'ambientazione con animali umanizzati, stile cartone animato, in otto fasi di gioco con meccaniche differenti, quasi sempre d'azione, a tema ghiaccio e neve. È il seguito di Summer Camp, uscito nel 1990 per Commodore 64, e uscito nello stesso periodo di Winter Camp per Amiga.

## Trama
Il topo Maximus, già protagonista di Summer Camp, viene assunto come guardiaparco di salvataggio al campo di sport invernali Nice'n'Icey. Dopo una prova di pattinaggio su ghiaccio per ottenere la qualifica di guardiaparco, Maximus vede da lontano che un uccello rapace su un picco innevato minaccia di far cadere un sassolino che provocherebbe una valanga che distruggerebbe il campo. Si incammina allora, con vari mezzi, per raggiungere e affrontare l'uccello e rimuovere il sassolino, svolgendo anche i suoi compiti di salvataggio lungo il percorso.

## Modalità di gioco
Il giocatore controlla sempre il topo Maximus negli otto livelli descritti di seguito.
1. Maximus deve vincere tre gare di pattinaggio su ghiaccio su piste rettilinee a scorrimento orizzontale. In ogni gara si affronta un diverso avversario che corre su una pista parallela. Gli avversari sono altri animali umanizzati, due dei quali lanciano ostacoli sulla pista di Maximus. Per pattinare velocemente bisogna oscillare il joystick mantenendo il giusto ritmo; gli ostacoli si evitano spostandosi su e giù.
2. Questo è il primo di tre livelli (2, 4, 6) relativamente simili, tutti di pattuglia di salvataggio, ma con mezzi di trasporto diversi. Maximus pattina su un fiume o lago ghiacciato a scorrimento orizzontale verso destra. Si devono evitare pattinatori che vanno in senso inverso e altri ostacoli che causano perdite di tempo. Lungo il percorso si incontrano due tipi di soggetti in difficoltà, e bisogna salvarne, toccandoli, un certo numero per tipo. Ci sono inoltre oggetti da raccogliere, selezionare da un inventario e utilizzare per scopi specifici, ad esempio palle di neve da sparare ai pattinatori per renderli inoffensivi. C'è un boss di fine livello, da sconfiggere con il giusto oggetto; il boss è più difficile se non si è raggiunto il numero di salvataggi richiesti.
3. Una battaglia a palle di neve contro un gruppo di orsi che spuntano fuori dalle chiome degli alberi. Maximus si muove in orizzontale alla base di una schermata statica e spara le palle una alla volta usando un mirino. Alcuni orsi possono sparare a loro volta.
4. Maximus viaggia lungo un fiume remando in canoa. È simile al livello 2, ma il fiume presenta molti ostacoli e strettoie. Può succedere di perdere la canoa ed essere costretti a nuotare finché non se ne ottiene un'altra.
5. Maximus è finito dentro una caverna ghiacciata, mostrata come schermata statica, dove si deve fare un gioco di memoria simile a Simon. Clyde Radcliffe, il mostricciattolo protagonista di Creatures della Thalamus, mostra delle sequenze sempre più lunghe di ghiaccioli da colpire producendo note musicali, e Maximus deve ripetere esattamente le stesse sequenze.
6. Maximus attraversa un percorso con gli sci di fondo. È simile al livello 2, ma il movimento è possibile solo lungo una o più piste lineari già tracciate sulla neve. Per prendere velocità è inoltre necessario oscillare il joystick. Gli oggetti utili sono nascosti sotto mucchietti di neve da scavare.
7. Maximus è finito dentro una grossa palla di neve e il giocatore la fa rotolare lungo un percorso a ostacoli a scorrimento verticale verso il basso. Si controlla solo il movimento, non ci sono oggetti utilizzabili. Urtando ostacoli la palla può diventare più piccola e più lenta, ma si può ingrandire andando contro i pupazzi di neve.
8. Giunto sul picco nei pressi del nido del rapace, in una schermata statica a piattaforme con vari pericoli, Maximus cammina, salta sulle rocce e usa oggetti per sconfiggere l'uccello e prendere infine il sassolino.

Molti dei livelli hanno un limite di tempo, rappresentato da una piccola animazione del rapace che si avvicina gradualmente al sassolino. Raccogliendo certi bonus si può guadagnare tempo e rimandare più indietro il rapace.
Non ci sono vite e in caso di fallimento è subito game over, ma c'è la possibilità di iniziare la partita successiva direttamente dal livello raggiunto in precedenza.

## Colonna sonora
Su Commodore 64 la colonna sonora principale, durante lo svolgimento dei livelli d'azione, è un adattamento di Winter Wonderland. Su Amiga ci sono vari brani differenti.

## Accoglienza
Winter Camp per Commodore 64 ricevette valutazioni molto positive dalle riviste Zzap!64 britannica (che diede il giudizio più alto, del 93%), Zzap! italiana e Commodore Format britannica. Le riviste tedesche Aktueller Software Markt, 64'er e Play Time assegnarono valutazioni più moderate.
La versione Amiga fu trattata molto poco dalla stampa; è nota un breve recensione, con giudizio mediocre, della tedesca Amiga Joker.